# 零戦燃ゆ
『零戦燃ゆ』（ぜろせんもゆ）は、柳田邦男によって書かれたノンフィクション、ならびにそれを原作とする映画である。原作は『週刊文春』、『文藝春秋ノンフィクション』、『別冊文藝春秋』にて連載された。

## 原作
3年9か月にわたった太平洋戦争を通して、日本海軍の主力戦闘機として闘った零式艦上戦闘機。この名機の生涯を、開発担当者・パイロット・指揮官などさまざまな視点から描いたノンフィクションである。
零式戦闘機
『週刊文春』1976年1月1日号 - 同年10月21日号に連載。三部作の前に発表された、柳田によれば“発進篇”とも呼ぶことができる作品であり、堀越二郎を中心にした零戦開発メンバーたちが体験した、完成までの苦心を描く。
飛翔篇
『週刊文春』1981年10月15日号 - 1982年12月23・30日合併号に連載。太平洋戦争開戦直前の昭和16年（1941年）10月から、同18年（1943年）4月の山本五十六連合艦隊司令長官戦死までを描く。
熱闘篇
『週刊文春』1983年8月18･25日合併号 - 1984年12月20日号に連載。昭和19年（1944年）のマリアナ沖海戦までを描く。
渾身篇
『文藝春秋ノンフィクション』1987年4月号、『別冊文藝春秋』184 - 187号に連載。昭和20年（1945年）の終戦までを描く。

## 書誌情報
単行本
文藝春秋刊。
- 零式戦闘機 1977年3月30日刊行 ISBN 4-16-334100-5
- 零戦燃ゆ 飛翔篇 1984年7月30日刊行 ISBN 4-16-362960-2
- 零戦燃ゆ 熱闘篇 1985年4月1日刊行 ISBN 4-16-362970-X
- 零戦燃ゆ 渾身篇 1990年9月1日刊行 ISBN 4-16-362980-7

文庫本
文春文庫刊。
- 零式戦闘機 1980年4月25日刊行 ISBN 4-16-724001-7
- 零戦燃ゆ1 1993年6月10日刊行 ISBN 4-16-724009-2
- 零戦燃ゆ2 1993年6月10日刊行 ISBN 4-16-724010-6
- 零戦燃ゆ3 1993年7月10日刊行 ISBN 4-16-724011-4
- 零戦燃ゆ4 1993年7月10日刊行 ISBN 4-16-724012-2
- 零戦燃ゆ5 1993年8月10日刊行 ISBN 4-16-724013-0
- 零戦燃ゆ6 1993年8月10日刊行 ISBN 4-16-724014-9

## 映画
1984年（昭和59年）、東宝配給の戦争映画。製作は東宝映画。制作費15億円を投じて制作された。1981年の『連合艦隊』に続く「8.15」シリーズ最終作。東映で『二百三高地』『大日本帝国』『日本海大海戦 海ゆかば』と、戦争映画大作の連続ヒットを記録した監督・脚本コンビがそっくり引き抜かれた。ただし、監督の舛田利雄はプロデューサーの田中友幸とは4回目のコンビであり、笠原和夫も映画では初めてだが、テレビドラマ『東京大地震マグニチュード8.1』で組んだ経験がある。
ノンフィクションである原作に対し、映画は2人の若者を主人公として、太平洋戦争の開戦から終戦までを描いた。

### キャスト
- 下川万兵衛 - 加山雄三
  - 海軍大尉。零戦開発の海軍側主務者。浜田と水島に完成したばかりの零戦を見せて激励して以来、直接の薫陶を与え、彼らの人生に大きな影響をおよぼす。後に零戦のテスト飛行中の事故で殉職する。
- 山本五十六 - 丹波哲郎
  - 連合艦隊司令長官。
- 小福田租 - あおい輝彦
  - 海軍大尉→少佐。浜田と水島の直接の上官。終戦後、水島からあることを頼まれる。
- 宮野善治郎 - 目黒祐樹
  - 海軍大尉。ラバウルにおける、浜田と水島が所属する隊の飛行隊長。浜田を最も信頼している。
- 浜田正一 - 堤大二郎
  - 海軍四等航空兵→少尉。映画版における実質的な主人公。海兵団に入隊まもないころ、殴られてばかりの毎日に嫌気が差して水島とともに脱走を図るが、下川大尉に零戦を見せられ、思いとどまる。後に零戦パイロットとなり、開戦時には台湾からフィリピンへの渡洋攻撃に参加して以降は戦歴を重ね、エースパイロットとなる。山本長官機護衛任務の零戦6機のうち1機を任される。後に空戦で負傷するが、手術とリハビリを経てパイロットに復帰し、紫電改などの新鋭機に目もくれず、零戦にこだわり続ける。
- 水島国夫 - 橋爪淳
  - 海軍四等航空兵→上等整備兵曹。浜田の親友。パイロットの適性がなかったため、整備兵となる。下川大尉に零戦を見せられて以降、零戦に深い愛着を持つ。ふとしたことで知り合った吉川静子と心を通わせるが、消耗品のように扱われる浜田のことを心配し、静子にある提案をする。
- 吉川静子 - 早見優
  - 女店員。水島と心を通わせ、将来はともに自転車屋を開業することを夢見る。
- 浜田イネ - 南田洋子
  - 正一の母。負傷して帰還した息子を暖かく迎える。
- 曽根嘉年 - 大門正明
  - 零戦設計副主務者。堀越を補佐して開発にあたる。後に静子が三菱重工で働くことになった際、意外な事実を聞かされる。
- 東條輝雄 - 宅麻伸
  - 零戦設計チームの一人、強度計算を担当。
- 宇垣纏（連合艦隊参謀長→第五航空艦隊司令長官） - 加藤武
- 小沢治三郎 - 青木義朗
  - 第三艦隊司令長官。山本長官の前線視察に反対。せめて稼働全機をもって護衛させて欲しいと進言するが、聞き入れてもらえなかった。
- 森崎武中尉 - おりも政夫
  - 山本長官機護衛の零戦6機の指揮官だったが、長官機を守ることができなかった。以後、この6名と宮野隊長は、死に所を得るためと称して連日の出撃を命じられることとなり、次第に疲弊していく。
- 辻野上豊光一飛曹（同上の搭乗員の一人） - 福田浩
- 日高義巳上飛曹（同上） - 島田裕二
- 岡崎靖二飛曹（同上） - 竹内康明
- 柳谷謙治飛兵長（同上） - 山本太郎
- 横山保大尉 - 五代俊介
- 航空本部担当官 - 中山昭二
- 空技廠担当官 - 森次晃嗣
- 航空艦隊参謀 - 御木本伸介
- 軍令部参謀 - 神山繁
- 軍医 - 佐藤允
- 喜代 - 真木洋子
- 堀越二郎 - 北大路欣也（特別出演）
  - 零戦設計主務者。下川大尉機の事故について浜田に責められるが、その原因を究明し、零戦を改修する。

### スタッフ
- 監督 - 舛田利雄
- 製作 - 田中友幸
- 原作 - 柳田邦男
- 協力製作 - 高井英幸、田久保正之
- 脚本 - 笠原和夫
- 音楽 - 伊部晴美
- 撮影 - 西垣六郎
- 美術 - 育野重一
- 録音 - 宮内一男
- 照明 - 粟木原毅
- 編集 - 黒岩義民
- 助監督 - 井上英之
- 軍事指導 - 直井欽哉、松本禎之
- 製作担当者 - 平間重和

以下は特殊技術。
- 特技監督 - 川北紘一
- 撮影 - 鶴見孝夫、江口憲一
- 光学撮影 - 宮西武史
- 美術 - 井上泰幸
- 照明 - 三上鴻平
- 操演 - 松本光司
- 特殊効果 - 渡辺忠昭、久米攻
- 助監督 - 浅田英一
- 製作担当者 - 柳沼延之
- スチール - 中尾孝

### 音楽
主題歌「黎明（れいめい）」
作詞 - 阿久悠 / 作曲 - 三木たかし / 編曲 - 若草恵 / 歌 - 石原裕次郎
挿入歌「北斗七星-乙女の神話-」
作詞 - 阿久悠 / 作曲 - 三木たかし / 編曲 - 若草恵 / 歌 - 石原裕次郎

### 制作
本映画のために総工費7,000万円で零戦1機を復元製作しており、素材には実物と同じくジュラルミンを用いている。撮影終了後、この零戦は米海兵隊岩国航空基地にて保存・公開されている。
空戦シーンは、特技監督の川北紘一が手掛けた『大空のサムライ』と同じくラジコンを用いている。B-29の撃墜シーンではピアノ線による操演で撮影しているが、一定方向でミニチュアを吊るのではなく、さまざまな方向から撮影してカットをつなげることにより、空中戦を描写している。川北は『大空のサムライ』より一層のチャレンジを試み、B-29とドッグファイトを繰り広げた零戦の姿をちゃんと表現しようと考えた旨を語っている。本作品で用いられた手法は、後に川北が手掛けた『ゴジラvsキングギドラ』（1991年）でのキングギドラとF-15Jとの空中戦シーンなどにも活用された。B-29のミニチュアは、1999年時点で東宝特殊美術課の倉庫に保管されているのが確認されている。
川北は本作品と並行して『ゴジラ』（1984年）のメイキングなども手掛けており、「零戦よりもゴジラが面白い」と漏らしてしまい舛田から怒られたという。

### 作品の評価

#### 興行成績
時価5,000万円で本物そっくりの零戦を復元するなど、戦争体験者の郷愁を誘う内容ではあったが、映画観客の90%を占める若者にソッポを向かれた。観客は中年ばかりで、東宝では当初、配収10億円を目標にしていたが、予定を三週間早めて1984年9月14日で上映打ち切りを決めた。不入りの『零戦燃ゆ』に対して健闘したのが東宝洋画系で同時期封切られた『超時空要塞マクロス 愛・おぼえていますか』で、本作品に匹敵する配収7億円を上げ、また『ピーター・パン』と『眠れる森の美女』のディズニーの旧作二本立ても配収4億円を上げ、本作品は2億円の赤字を出した。それでも東宝は「8.15シリーズはやめるつもりはない」と強気だった。

### 映像ソフト
- 1999年6月25日にVHSが東宝ビデオより発売された[10]。

## 関連商品
- 依光隆『画集「零戦燃ゆ」』（文藝春秋、1990年） ISBN 4-16-344870-5
- 柳田邦男『柳田邦男 私と「零式戦闘機」』（文藝春秋VHSビデオ、1992年）